# ماریشا
تل ماریشا (عبری: תל מראשה‎) همچنین با نام ماریسا، تپه‌ای باستانی است که در منطقه شفله در اسرائیل واقع شده است، این تپه در دامنه کوه‌های جبال الخلیل قرار دارد. اولین بار در ۱۸۹۸–۱۹۰۰ توسط باستان شناسان انگلیسی فردریک بلس و استوارت ماکالیستر به نمایندگی از صندوق اکتشاف فلسطین و دوباره پس از ۱۹۸۹ توسط باستان‌شناس اسرائیلی آموس کلونر به نمایندگی از سازمان باستانی اسرائیل حفاری شد. اکثر آثار حفاری شده امروزه در موزه باستان‌شناسی استانبول یافت می‌شود.
این سایت اکنون به عنوان بخشی از پارک ملی بیت غوفرین محافظت می‌شود و توسط یونسکو به عنوان یک میراث جهانی شناخته می‌شود.

## تاریخ
ماریشا یکی از شهرهای پادشاهی یهودا در زمان هیکل سلیمان بود و به عنوان بخشی از ارث قبیله در کتاب یوشع ذکر شده است (Joshua 15:44).
بعداً، در کتاب تواریخ دوم، از آن به عنوان یکی از پانزده شهر مستحکم پادشاه رحبعام نام برده شده است (2 Chronicles 9:8) که محل نبرد علیه ارتش مهاجم اتیوپی است.
مطابق نقشه مادابا، ماریشا مکانی است که از آنجا میکاه پیامبر آمد. در قرن پیش از میلاد ۶، به دلیل شورش علیه پادشاهی بابل و پادشاه آن بخت نصر، بسیاری از ساکنان آن را تبعید کردند و پایان این شهر به عنوان یک شهر یهودی بود.

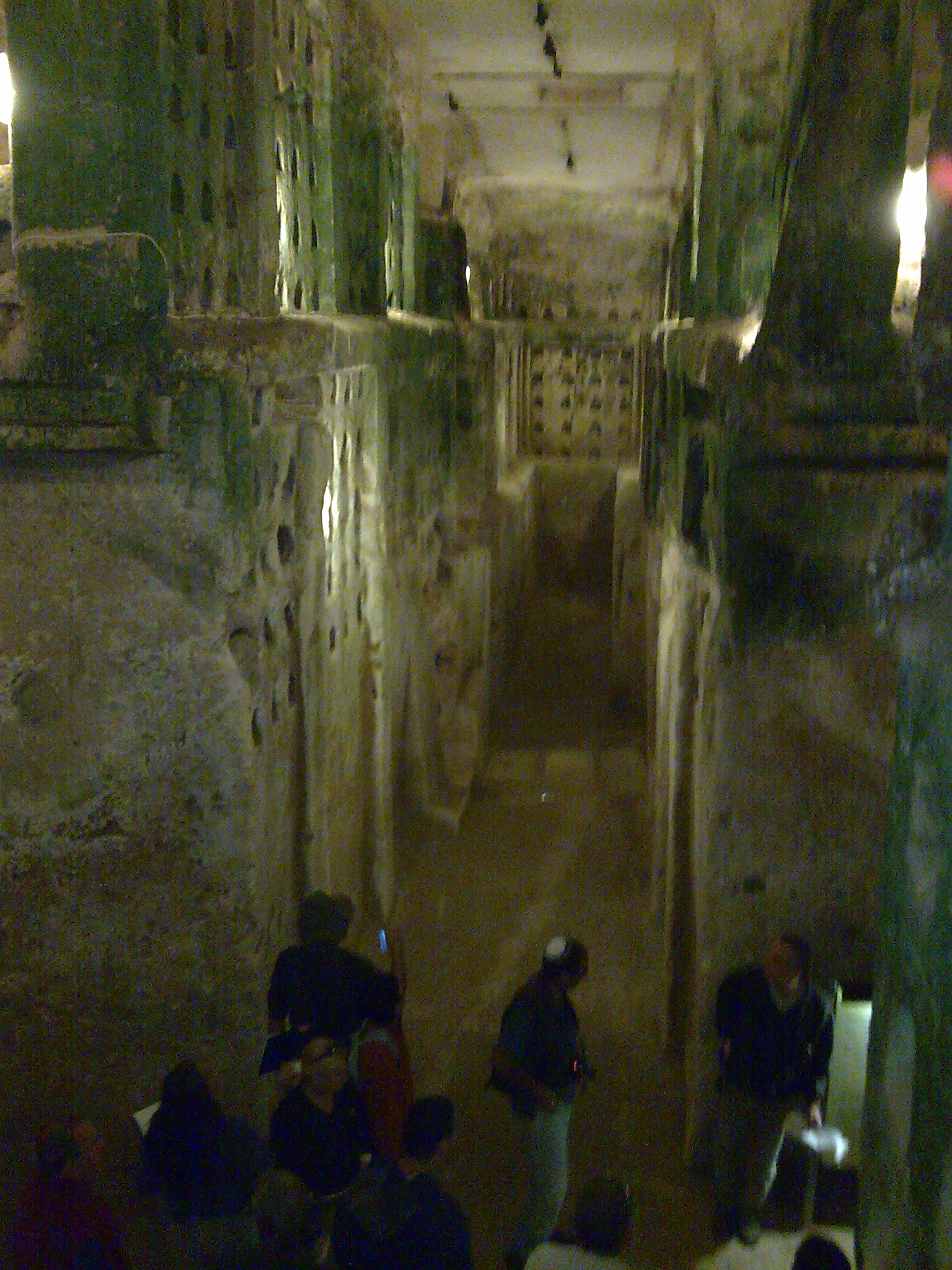
Columbarium در Tel Maresha

به دنبال این وقایع، پادشاهی ادوم که در شرق و جنوب دریای مرده حکومت می‌کردند به این منطقه مهاجرت کردند. از این رو، از زمان حکومت پارسیان و در طول حکومت پادشاهی‌های هلنیستی در منطقه (قرن ۶–۱ ق م)، مارشا بخشی از منطقه معروف به ایدومه بود.
ماریشا به عنوان یک شهر بزرگ ایدومین ظهور کرد و با فتح منطقه توسط اسکندر مقدونی، این شهر توسط سربازان بازنشسته یونان مطابق معمول آن آباد شد؛ بنابراین ماریشا به عنوان یک شهر هلنیستی توسعه یافت که شامل بسیاری از فرهنگ‌های یونانی و شرقی از جمله صیدونی‌ها و نبطی‌ها بود.

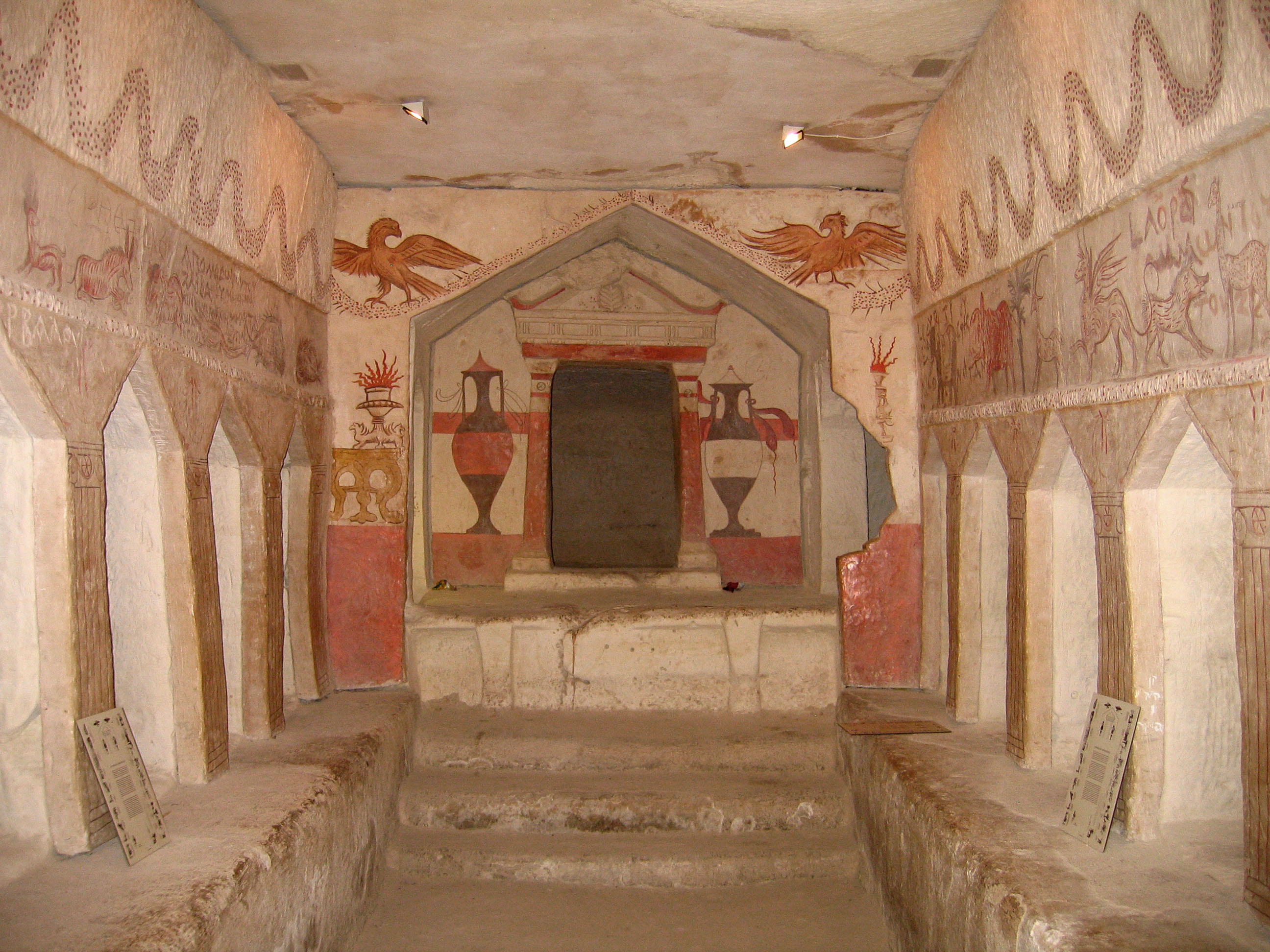
غار دفن شده تزئین شده در Tel Maresha

### دوران جدید
دهکده عرب فلسطین، بیت جبرین، که در محل الئوتروپولیس باستانی قرار داشت، در جریان جنگ اعراب و اسرائیل در سال ۱۹۴۸ خالی از جمعیت شد. در سال ۱۹۴۹ کیبوتس بیت غوفرین در بخشی از زمین‌های بیت جبرین تأسیس شد. بیشتر مناطق مهم باستان‌شناسی ماریشا باستان و بیت غوفرین / الئوتروپولیس اکنون بخشی از پارک ملی بیت گوورین-مارشا هستند.

## باستان‌شناسی

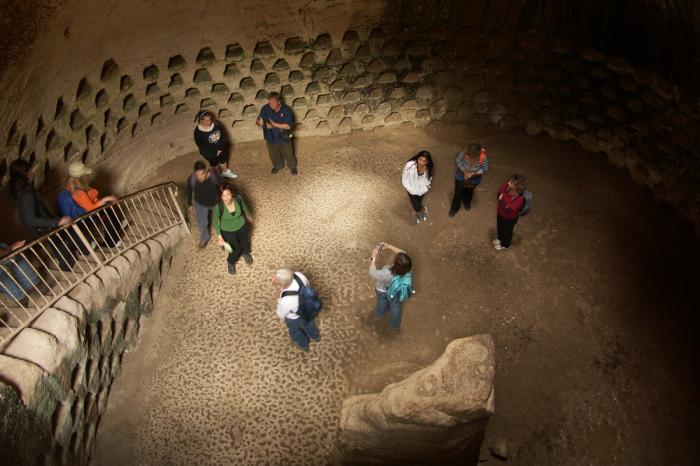
سایت باستان‌شناسی – تصویر شماره ۱۷۶۲ از مجموعه پیکی‌ویکی اسرائیل.

کاوش‌های باستان‌شناسی از سال ۲۰۰۲ در این مکان انجام شده است، تا اواخر سال ۲۰۱۰ و ۲۰۱۳–۲۰۱۴ توسط آلپرت برنی و استرن ایان به نمایندگی از اداره آثار باستانی اسرائیل (IAA) ادامه دارشت. در حدود ۱۳۰۰ فوت بالاتر از سطح دریا قرار دارد. بسیاری از غارها توسط پیچ و خم زیرزمینی از گذرگاه‌ها به یکدیگر متصل شده‌اند.

## تل ماریشا و پارک ملی
امروز ماریشا بخشی از پارک ملی اسرائیل در بیت غوفرین است. آثار بسیاری از دستگاه‌های فراوری زیتون، گور لانه‌کبوتری و مخازن آب شهر باستان هنوز دیده می‌شود.

## کتابشناسی - فهرست کتب
- Kloner, Amos, Maresha Excavations Final Report I: Subterranean Complexes 21, 44, 70 (Jerusalem, Israel Antiquities Authority, 2003).
- Jacobson, D. M. , The Hellenistic Paintings of Marisa (London, Palestine Exploration Fund, 2005).